# 五魔方

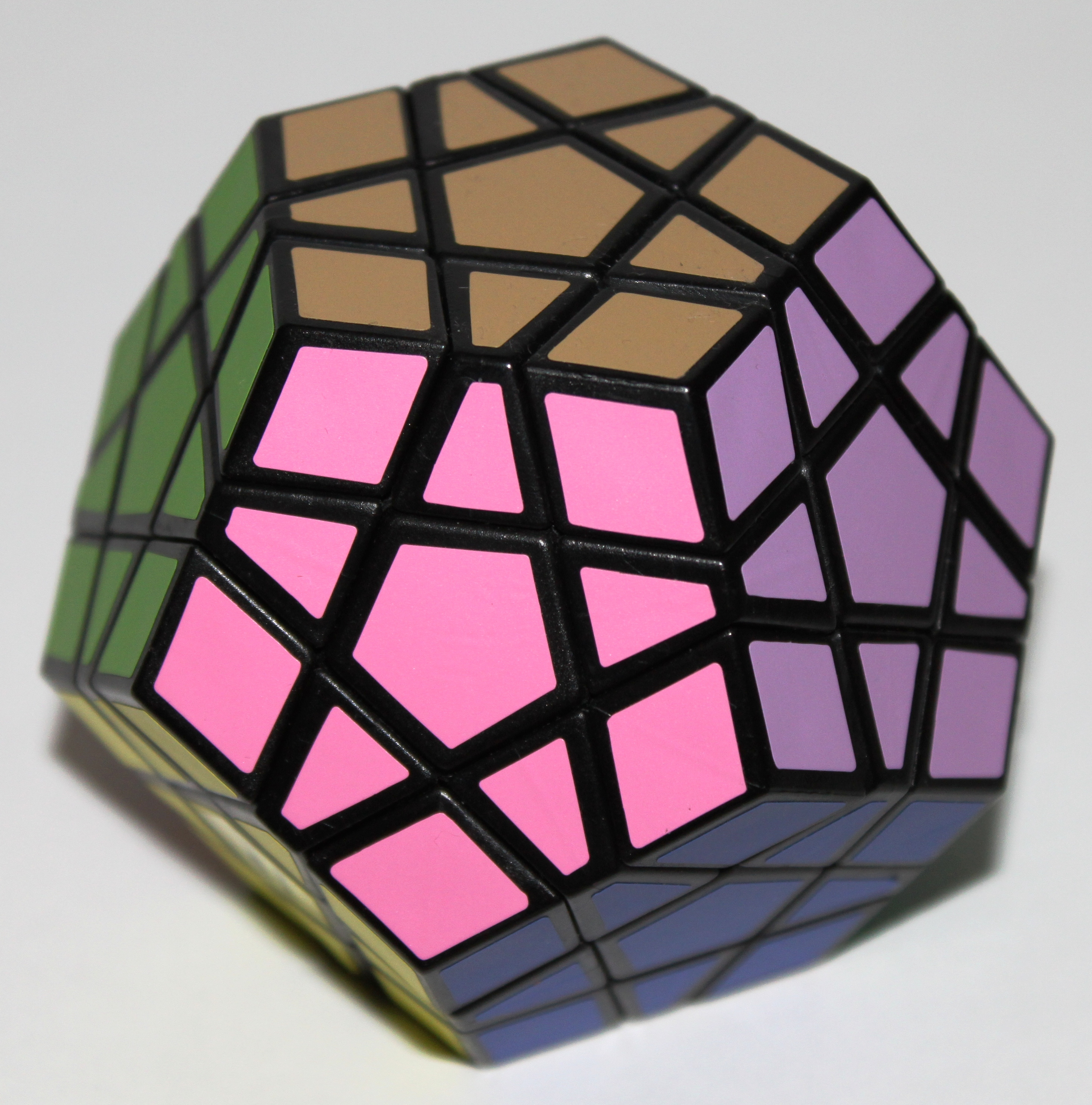
十二色五魔方

五角扭計骰（英語：Megaminx）是一种正十二面體魔方。它总共有50块可以移动的部分。

## 历史
五角魔方最初叫做“十二面体魔方”（Magic Dodecahedron），是由一些魔方爱好者和研究者同时发明的。Uwe Mefferts最终取得了五魔方的发明权和制作权，并且在他的魔方网站Mefferts商店 （页面存档备份，存于）进行销售。

## 简介
五魔方是十二面体结构，总共有12个中心片，20个角片和30个边片。每个中心都有一种颜色。边片则有两种颜色，角片则有三种。每个面上都有一个中心片，角片边片各五个。
五魔方的配色一般为12色，少數为6色。
五魔方同时也是世界魔方协会承认和指定的比赛项目之一，玩法是通过旋转将颜色打乱再进行复原。。

## 解法
尽管五魔方的外表看起来非常的复杂，并且有比三阶魔方多得多的可移动部分，其实它的解法并不比普通魔方要难多少。因为它并不是一个拥有复杂结构的魔方。它可以旋转的中间层可以类比于三阶魔方的中间层。很多五魔方的解法都是从三阶魔方發展出来的。
6色的五魔方其实比12色的还要难，因为它有很多对颜色相同但是并不等价的可移动部分。作为边片的这些可移动部分都不能随意替换，所以在复原的时候要进行大量的边片替换行为。
12色五魔方的边片都不相同，所以没有这个问题。

## 变化状态
12色的三阶五魔方总共有{\displaystyle {\frac {20!}{2}}\times 3^{19}\times {\frac {30!}{2}}\times 2^{29}\approx 1.01\times 10^{68}}种变化状态，六色的则有{\displaystyle {\frac {20!}{2}}\times 3^{19}\times {\frac {30!}{2}}\times {\frac {2^{29}}{2^{14}}}\approx 6.14\times 10^{63}}种。

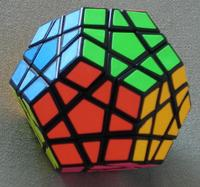
六色五角魔方
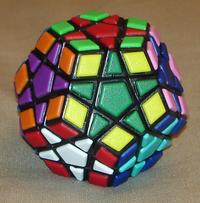
被打亂的十二色五角魔方
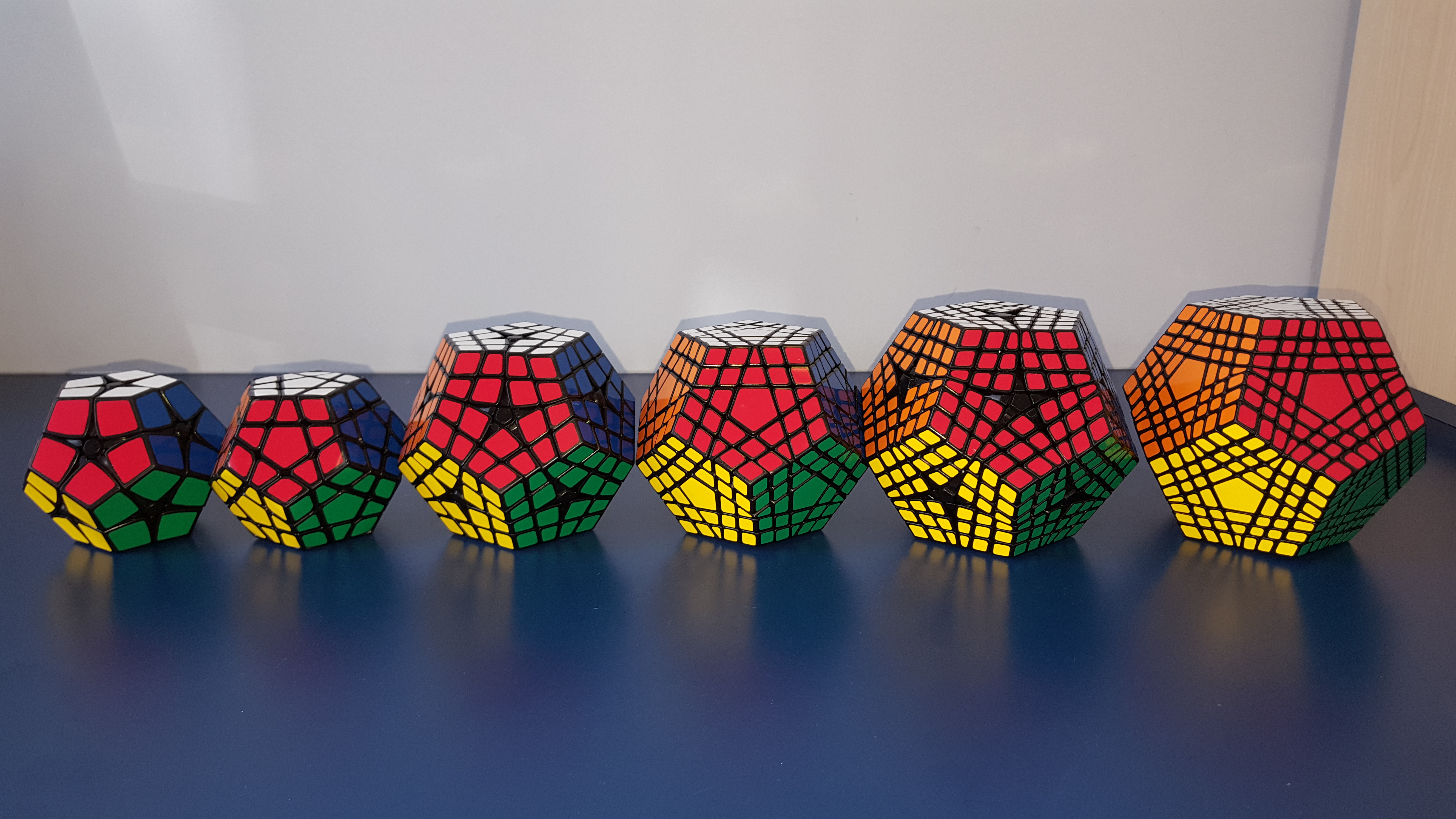
從二階到七階的五角魔方
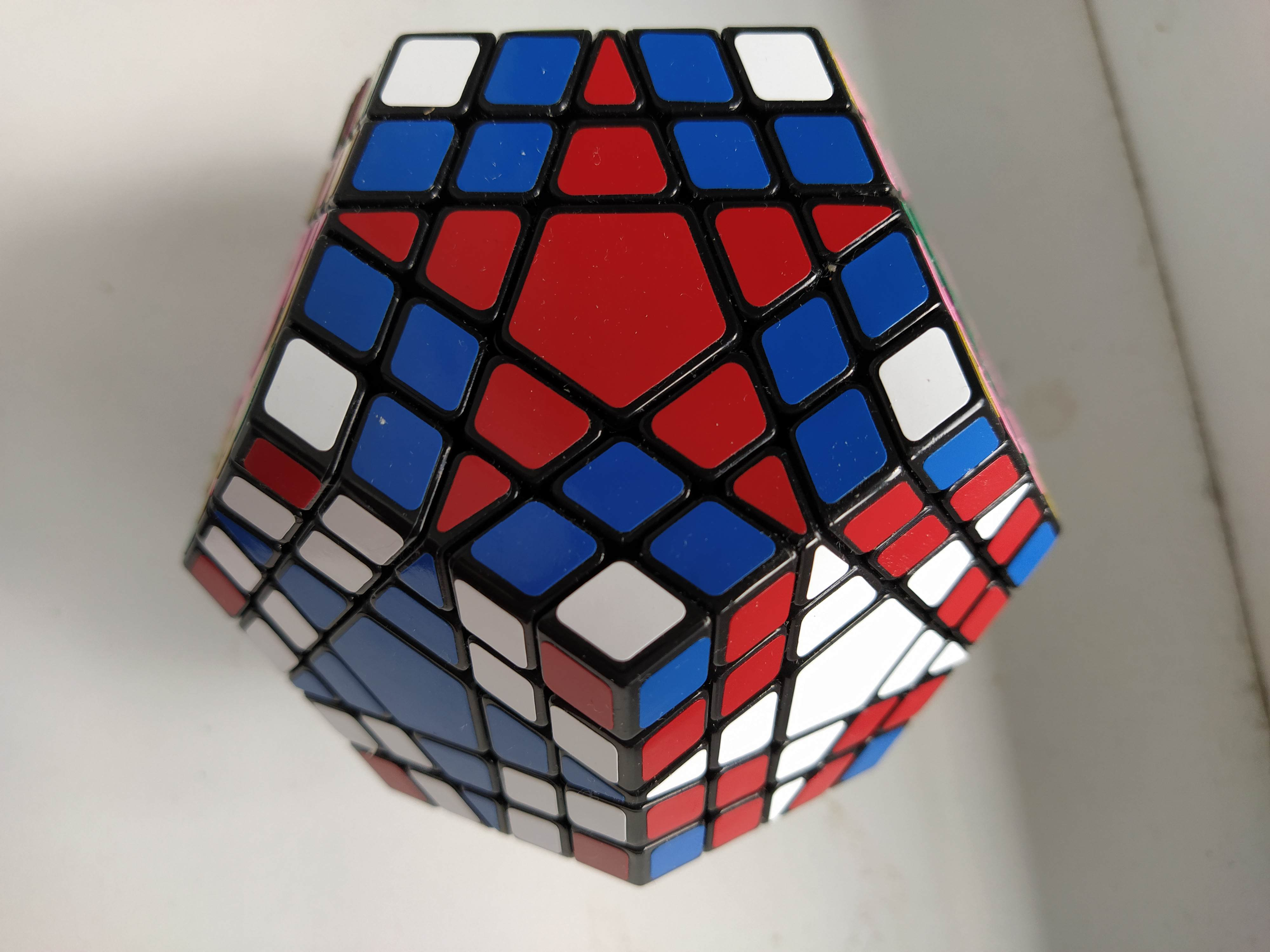
五角星图案在在汕头制成的十二色五阶五魔方上。